# John Dyrby Paulsen
 Der er for få eller ingen kildehenvisninger i denne artikel, hvilket er et problem. Du kan hjælpe ved at angive troværdige kilder til de påstande, som fremføres i artiklen.

John Michael Dyrby Paulsen (født 12. juli 1963 i Korsør) er en dansk politiker og tidligere borgmester for Slagelse Kommune siden 2018. Han er desuden tidligere medlem af Folketinget for partiet Socialdemokraterne og partiets forsvarsordfører.[kilde mangler] Han er søn af arbejdsmand Tonny Emanuel Knudsen og syerske Annie Merete Larsen.[kilde mangler] Han blev færdiguddannet som cand.polit. fra Københavns Universitet i 1990.[kilde mangler]

## Karriere
Efter at have bestridt en stilling som prokurist i Bikuben fra 1990 til 1992, blev han chefkonsulent i Deloitte, hvor han arbejdede fra 1992 til 1994. Siden har han været erhvervskonsulent i Vestsjællands Erhvervsråd fra 1994 til 2000, hvorefter han var markedskonsulent hos Kommuneinformation fra 2001 til 2005.[kilde mangler]

### Politisk karriere
Hans politiske karriere startede i 1998, hvor han blev valgt til byrådet i Korsør Kommune.[kilde mangler]
Han har været medlem af Folketinget siden 2005, hvor han tiltrådte som suppleant for Sandy Brinck og ordinært medlem fra 1. januar 2006. I 2007 blev han valgt ind i Folketinget i Slagelsekredsen med 5021 personlige stemmer.[kilde mangler]
Siden har han varetaget forskellige ordfører poster for Socialdemokraterne i Folketinget: indfødsretsordfører, integrationsordfører, skatteordfører og har siden 2007 været forsvarsordfører.
Som forsvarsordfører for Socialdemokraterne har Dyrby Paulsen været med til at forhandle flere brede forsvarspolitiske forlig på plads mellem regeringen og oppositionen, herunder forsvarsforliget fra 2009, implementeringsplanen fra 2010, samt Helmand-planen 2011-2012 og Afghanistan strategien, hvor den danske militære indsats i Afghanistan gradvist omlægges fra kamp til træning..

## Eksterne kilder og henvisninger
1. ↑  Efter drama: Slagelse deler borgmesterposten i to
2. ↑  "Aftale om den danske indsats i Afghanistan: Helmand-planen 2011-2012 – Afghanistan-portalen". Arkiveret fra originalen 20. januar 2012. Hentet 11. maj 2011.

|  | Artiklen om politikeren John Dyrby Paulsen kan blive bedre, hvis der indsættes et (bedre) billede. Du kan hjælpe ved at afsøge Wikimedia Commons for et passende billede eller uploade et godt billede til Wikimedia Commons iht. de tilladte licenser og indsætte det i artiklen. |